# Boulevard du Général-Leclerc (Colmar)
Pour les articles homonymes, voir Boulevard du Général-Leclerc.
Le boulevard du Général-Leclerc, est une voie de circulation de la ville de Colmar, en France.

## Situation et accès
Cette voie de circulation, d'une longueur de 145 m, se trouve dans le quartier centre.
On y accède par les boulevards du Champ-de-Mars, Saint-Pierre, l'avenue Joffre, les rues des Blés, Bruat.
Cette voie n'est pas desservie par les bus de la TRACE même si ses bus y circulent.

## Origine du nom
Le boulevard doit son nom au général Philippe Leclerc de Hauteclocque (1902 - 1947), présent sur le front de la poche de Colmar en 1945.

## Bâtiments remarquables et lieux de mémoire
Dans cette rue se trouvent des édifices remarquables[Lesquels ?].

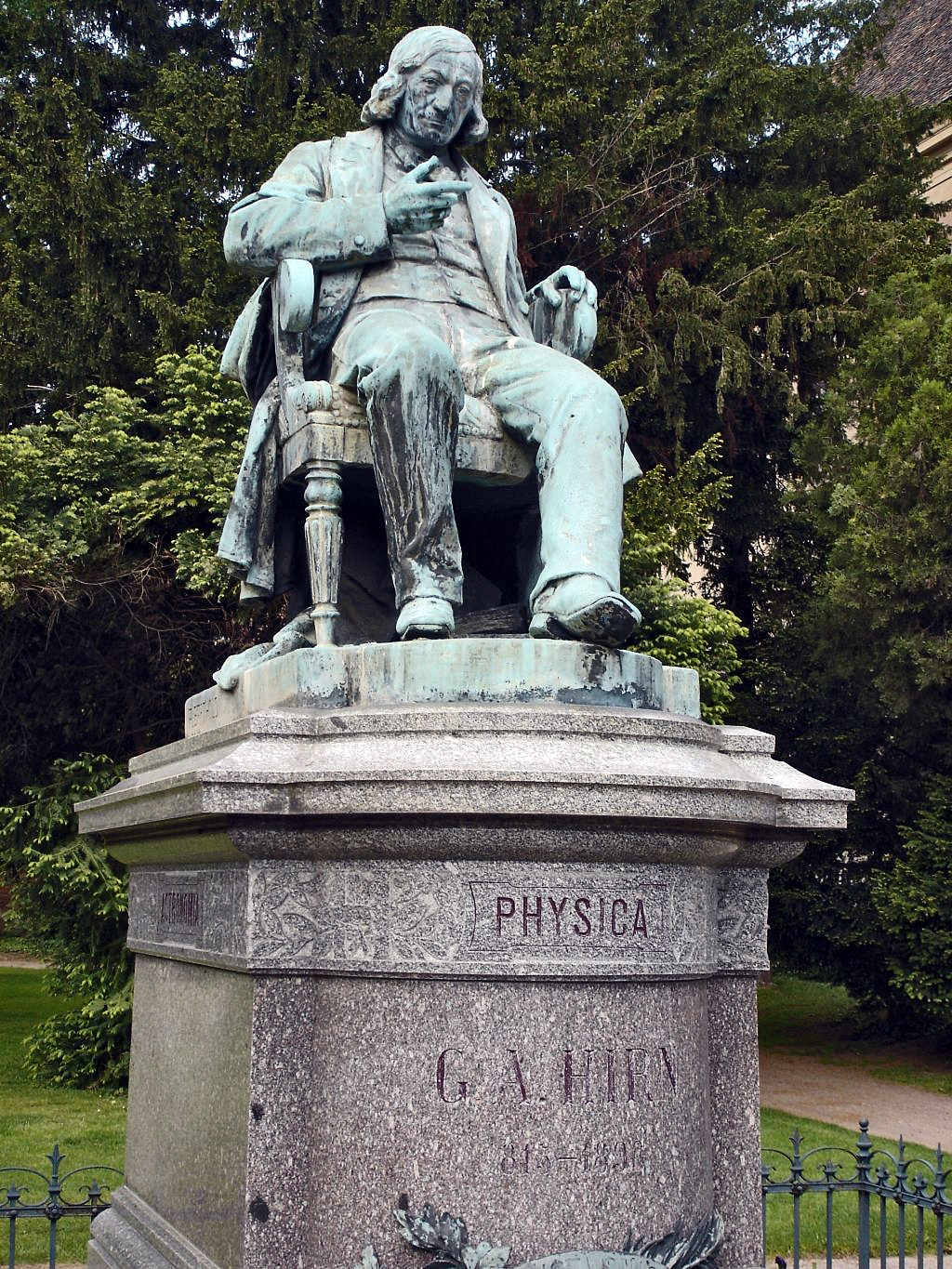
Monument Hirn (1894[3])